# Ethiovertex bidactylus
Ethiovertex bidactylus är en kvalsterart som först beskrevs av Sandór Mahunka 1989.  Ethiovertex bidactylus ingår i släktet Ethiovertex och familjen Scutoverticidae. Inga underarter finns listade i Catalogue of Life.